# Jan Przecherka
Jan Konrad Przecherka (ur. 18 lutego w Bobrku, 1922, zm. 7 stycznia 1981 w Katowicach) – polski piłkarz, napastnik.
Był piłkarzem chorzowskiego Ruchu. W barwach tego zespołu wywalczył dwa tytuły mistrza kraju (1951 - za zdobycie Pucharu Polski, 1952). W reprezentacji Polski debiutował 8 kwietnia 1948 w spotkaniu z Czechosłowacją. Łącznie w kadrze rozegrał cztery mecze, wszystkie w tym samym roku.

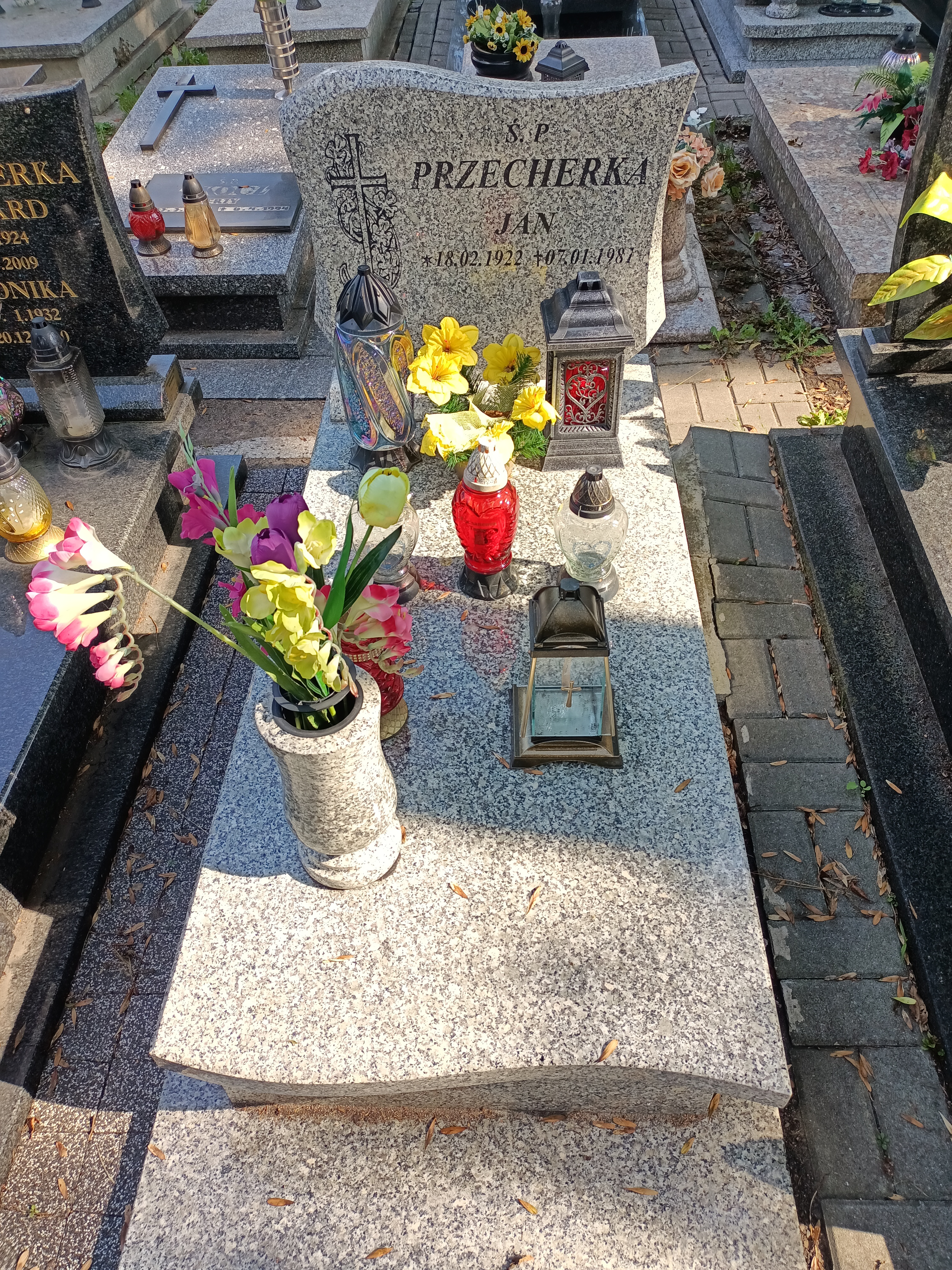
Grób Jana Przecherki